# 次閉元音
次閉元音（near-close vowel、near-high vowel）是一種用於口語中的元音。次閉元音的特徵類似於閉元音，同样是舌头的位置接近上颚，但不需閉元音那么紧密。

## 次閉元音分類
- 次閉前不圓唇元音[ɪ]
- 次閉前圓唇元音[ʏ]
- 次闭央不圆唇元音[ɨ̞]
- 次閉央圓唇元音[ʉ̞]
- 次閉後不圓唇元音[ɯ̞]
- 次閉後圓唇元音[ʊ]